# International Formula Master
De International Formula Master of Formula Super 2000 was een Europese raceklasse, vergelijkbaar met de Formule 3, die werd verreden tussen 2007 en 2010. De klasse werd opgericht naar idee van N.Technology en de tv-zender Eurosport. De races werden gehouden als support race van het WTCC kampioenschap. 

## Raceweekend
Het raceweekend bestond uit 3 onderdelen: kwalificatie, race 1 en race 2. Tijdens de kwalificatie veroverde degene met de snelste tijd de pole-position. Bij race 1 golden de startplekken volgens de kwalificatie. Bij race 2 gold de omgekeerde top acht van race 1 als startopstelling. Race 1 was ongeveer 75 kilometer lang en race 2 ongeveer 100 kilometer lang.

### Puntensysteem
Voor beide races gold hetzelfde puntensysteem. Alleen de beste twee auto's scoorden punten voor het team.
| Plaats | 1  | 2 | 3 | 4 | 5 | 6 | 7 | 8 |
| ------ | -- | - | - | - | - | - | - | - |
| Punten | 10 | 8 | 6 | 5 | 4 | 3 | 2 | 1 |

## De auto
Alle auto's in deze klasse zijn gelijk. Ze worden gemaakt door het Italiaanse Tatuus. Het chassis en de carrosserie zijn gemaakt van koolstofvezel. Omdat in het eerste jaar de motoren van Heini Mader Racing erg onbetrouwbaar waren, werd het merk verruild voor Honda. De motor heeft een inhoud van 2000cc en een vermogen van 250 pk. Ze gebruiken de ECU technologie in de elektronica van de auto. Er zitten Brembo remmen op. De auto's rijden op Yokohama Advan banden met OZ velgen.

## Kampioenen
| Jaar | Naam klasse                  | Coureur                        | Nationaliteit       | Punten  | Team                            | Winst | Chassis/Motor                             |
| ---- | ---------------------------- | ------------------------------ | ------------------- | ------- | ------------------------------- | ----- | ----------------------------------------- |
| 2009 | International Formula Master | Fabio Leimer                   | Zwitserland         | 109     | Jenzer Motorsport               | 6     | Tatuus Formula S2000/Honda                |
| 2008 | International Formula Master | Chris van der Drift            | Nieuw-Zeeland       | 101     | JD Motorsport                   | 6     | Tatuus Formula S2000/Honda                |
| 2007 | International Formula Master | Jerome D´Ambrosio              | België              | 100     | Cram Competition                | 5     | Tatuus Formula S2000/Heini Mader Racing   |
| 2006 | F3000 International Masters  | Jan Charouz                    | Tsjechië            | 75      | Charouz Racing System           | 2     | Lola B02/50 - Zytek                       |
| 2005 | 3000 Pro Series              | Norbert Siedler / Max Busnelli | Oostenrijk / Italië | 49 / 49 | ADM Motorsport / Pro Motorsport | 2 / 2 | Lola B99/50 - Zytek / Lola B99/50 - Zytek |